# يوجينيا فولودينا
يوجينيا فولودينا (بالروسية: Евгения Володина، من مواليد 23 سبتمبر 1984) عارضة أزياء روسية. شاركت في معرض فيكتوريا سيكريت للأزياء في الأعوام 2002 و 2003 و 2005 و 2007 وكانت الوحيدة من غير الملاك التي حصلت على جزء في معرض 2005.

## روابط خارجية
- يوجينيا فولودينا على موقع IMDb (الإنجليزية)
- يوجينيا فولودينا على موقع دليل عارضات الأزياء (الإنجليزية)
- يوجينيا فولودينا على إنستغرام